# Muerte de Diomedes Díaz
La muerte de Diomedes Díaz sucedió el 22 de diciembre de 2013 a causa de un paro cardiorrespiratorio cuando se encontraba descansando en su cama. La causa de la muerte del cantante de 56 años de edad fue considerada muerte natural.

## Antecedentes
A principios de diciembre de 2013 Diomedes Díaz había realizado el lanzamiento del sencillo No llores mama, como anticipo del álbum La vida del artista que fue publicado el 19 de diciembre del mismo año.
A la media noche del 20 de diciembre, Diomedes Díaz estuvo en una presentación en vivo en la discoteca "Trucupey" en la ciudad de Barranquilla. Durante el concierto, Diomedes mostró dificultades para cantar y mantenerse en pie. Diomedes presentaba dolores en su espalda y su cadera por lo que terminó el concierto cantando sentado en una silla.
Tras finalizar el concierto, que fue el primer concierto promocional del álbum musical La vida del artista, Diomedes y sus acompañantes viajaron de Barranquilla a Valledupar para ir a festejar la temporada de Navidad en familia.

## Muerte
Diomedes fue llevado a su casa en el barrio Los Ángeles de Valledupar, se encerró en su cuarto y se acostó a dormir solo.
A la mañana siguiente, a las 06:43 a.m. , Luz Consuelo Martínez, compañera sentimental de Diomedes, dijo que había golpeado su puerta, sin obtener respuesta alguna y que a través de un "huequito en la puerta" lo había visto durmiendo en una posición poco cómoda. Según Martínez, era costumbre que Diomedes durmiera durante el día ya que durante su extensa vida musical las presentaciones lo obligaban a estar despierto hasta altas horas de la noche y la madrugada. Luego Martínez salió de la casa a hacer unas vueltas y regresó a las 10:00 a. m. sin embargo le dijeron que todavía el cantante estaba durmiendo.
Pasadas las 13:00 p. m. nuevamente intentaron tocar la puerta a ver si obtenían respuesta del cantante, la cual no se obtuvo sin embargo Martínez volvió a mirar por el "huequito en la puerta". Volvieron a inspeccionarlo desde la rendija nuevamente a las 16:45 p. m., lo que llevó a Luz Consuelo a llamar al representante de Diomedes, José Zequeda, quien le sugiere que lo dejara dormir y que si a las 17:30 p. m. no despertaba, forzaran la puerta.
Luz Consuelo no aguantó más la espera y a las 17:00 p. m. , a través de una pequeña ventana metieron a un niño de 10 años sobrino de Diomedes para que abriera la puerta desde adentro.
Al abrir la puerta Luz Consuelo trató de despertar a Diomedes, pero su cuerpo estaba frío, rígido y con un sangrado que brotaba del ojo izquierdo, nariz y boca. La mujer y las personas dentro de la casa llamaron una ambulancia sin embargo el cuerpo del cantante fue trasladado en un vehículo particular a la Clínica del Cesar donde fue declarado muerto. La causa de muerte fue un infarto fulminante.

## Dictamen médico
Según el médico que recibió el cuerpo de Diomedes el artista había muerto tres horas antes, a pesar de esto se intentó reanimar al cantante por 20 minutos. El reporte de Medicina Legal notó que había presencia de cocaína en el cuerpo, sin embargo determinó que la causa del deceso fue muerte natural por severas alteraciones cardiovasculares, según afirmó el director del Instituto de Medicina Legal, Carlos Eduardo Valdés.
A petición de Luz Consuelo Martínez, hubo una solicitud a Medicina Legal para realizarle una necropsia a Diomedes cuyo resultado descartó cualquier teoría de homicidio.

### Funeral
El féretro con los restos de Diomedes Díaz fue montado sobre un camión de bomberos y desfilado por las calles de Valledupar hasta llegar a la Plaza Alfonso López donde estuvo en cámara ardiente sobre la tarima "Francisco El Hombre" por tres días.
El alcalde municipal, Fredys Socarrás decretó cuatro días de luto por la muerte del cantante.
Fue sepultado en un multitudinario funeral el 25 de diciembre, a las 04:00 p. m. en el cementerio Jardines de Ecce Homo de Valledupar, en una tumba enumerada con el 1108. Miles de personas seguidoras de Diomedes fueron a Valledupar desde distintas regiones del país para asistir a los eventos fúnebres.

## Reacciones
La muerte del cantante Diomedes Díaz generó reacciones de destacadas figuras del medio artístico musical y político colombiano. El presidente de Colombia, Juan Manuel Santos, envió un mensaje diciendo que "Fueron muchas las horas de felicidad que pasamos con las canciones de Diomedes Díaz. Paz en su tumba".
El cantante Carlos Vives lamentó la muerte de Diomedes y aseguró que "Vivió intensamente y fue uno de los pilares de lo que aún se conoce como la nueva ola vallenata". El cantautor Jorge Celedón calificó la noticia como triste y le deseó a Diomedes un descanso en paz, mientras que el cantante antioqueño Juanes dijo que "Perdí la cuenta de tantas parrandas cantando y escuchando su música... Tristeza por la muerte de Diomedes". Artistas como Peter Manjarrés, Silvestre Dangond y Poncho Zuleta también expresaron dolor y enviaron condolencias a sus familiares y seguidores.
Algunos jugadores de la Selección de fútbol de Colombia, a quien Diomedes les dedicó una canción en 1994 titulada Yo soy mundial, enviaron condolencias a través de redes sociales, tal fue el caso de Falcao García, René Higuita, Óscar Córdoba, Macnelly Torres, Luis Muriel y Carlos Valdés.
También hubo reacciones que rechazaron darle honores a Diomedes debido al historial que tuvo el cantante en el caso de la muerte de Doris Adriana Niño, suceso del que fue encontrado culpable de "homicidio preterintencional" y estuvo preso. Una de las reacciones que más causaron polémica la protagonizó el artista Santiago Cruz, quien envió un saludo a la familia de Doris Adriana el día en que muchos de los fanáticos del cantante lamentaban su muerte. La reacción en redes sociales contra Cruz, no se hizo esperar y fue objeto de cientos de mensajes por parte de los seguidores de Diomedes Díaz rechazando sus tuits y considerándolos "de mal gusto".

"Un abrazo a la familia de Doris Adriana Niño (...) Me solidarizo con una familia que vivió una tragedia por culpa de un irresponsable (...) yo no me alegro de la muerte de nadie, simplemente abrazo a una familia víctima (...) Errores he cometido, pero no he matado a nadie".
-Santiago Cruz, trinos que generaron polémica en Twitter.

En enero de 2014, la periodista Salud Hernández Mora, publicó una columna titulada ¿Cual Diomedes? en el que criticó el mal ejemplo que Diomedes dio a la sociedad, a pesar de su talento; "Una cosa es el artista, el genio, que lo fue; y otra, el pésimo ejemplo vital que daba, ese que hizo que en sus últimos años de vida, los mismos medios que esta semana lo ensalzaron a límites exagerados, le dieran la espalda". Ante la columna, los integrantes de la agrupación de Diomedes, emitieron un comunicado en el que rechazaban las críticas de la escritora y le hacían un llamado a los contradictores a concentrarse en el legado musical del artista.
El 13 de octubre de 2015, la familia de Doris Adriana rompió el silencio ante el fallecimiento del artista con declaraciones dadas por el hermano de la víctima, Rodrigo Niño, afirmando que "Con la muerte de Diomedes se hizo justicia (...) Pienso que eso es justicia divina, que lo llamaron a rendir cuentas".

## Vandalismo en su tumba
A finales de septiembre de 2014, su tumba, la del cantante Kaleth Morales y otras 13 lápidas fueron vandalizadas por un indigente con problemas mentales. El administrador del cementerio, Fredy Sierra, aseguró que un vigilante había sacado al individuo horas antes, pero que había vuelto a entrar al cementerio logrando destruir las tumbas.

## Herencia
Tras la muerte de Diomedes, sus familiares, examantes, exrepresentantes legales y amigos empezaron disputas por los bienes del artista. Los hijos del matrimonio Díaz Acosta, encabezados por Rafael Santos, trataron de recuperar los bienes y regalías de sus canciones, a través del abogado Álvaro Morón Cuello. Entre estos bienes figuraron la finca "Las Nubes" que su padre había puesto a nombre de su representante legal, José Zequeda y su esposa.
Según afirmó el abogado Morón Cuello, Diomedes estando vivo dejó a nombre de terceras personas varias propiedades porque "tenía un proceso de disolución conyugal y 12 demandas de alimentos por hijos extramatrimoniales", por lo que el cantante estaba ilíquido y lo que ganaba lo tenía que poner a nombre de otro para que no entrara en la disputa legal y perderlo.
De los 28 hijos reportados, solo 25 tuvieron derecho a la herencia de Diomedes Díaz. Los hijos que pretendían herencia de Diomedes Díaz tuvieron hasta el 22 de diciembre de 2015 para reclamar legalmente.
La otra compañera sentimental de Diomedes, Betsy Liliana González entró a disputarle bienes a Luz Consuelo, en especial la casa en el barrio Los Ángeles de Valledupar, ya que las escrituras están a nombre de Betsy Liliana, pero era Diomedes y Luz Consuelo quienes la habitaban.
El 27 de marzo de 2014, un camión cargado con ganado y caballos proveniente de la finca "Las Nubes", fue retenido por la policía en la entrada de Valledupar y había sido sacado por Luz Consuelo, según ella para la manutención de sus hijos, sin embargo un hijo de Diomedes, Rafael María Díaz Ramírez, hijo de Alix Ramírez, y la excompañera sentimental de Diomedes, Betsy Liliana González impidieron la apropiación del ganado en medio de la disputa por la herencia.
En 2015, el Juez Tercero de Valledupar le concedió a Luz Consuelo Martínez la "unión marital de hecho" como establece la ley colombiana, lo cual permite que a pesar de que Diomedes y Luz Consuelo no se casaron por vías legales, convivieron juntos y tuvieron tres hijos, lo que le otorgó derechos hereditarios como si fuera cónyuge.